# Modu Chanyu
Modu Chanyu (chinois simplifié : 冒顿单于 ; chinois traditionnel : 冒頓單于 ; pinyin : Mòdú Chányú), aussi connu sous le nom de Maodun, Mete Khan ou encore Mete Han, né vers 234 av. J.-C. était un empereur (chan-yu), d'origine turc.

## Biographie
Il prit le trône et unifia avec succès les populations de la prairie mongole et mandchoue en réponse à la perte de terres de pâturage face aux forces d'invasion Qin commandé par Meng Tian en 215 av. J.C. Pendant que Modu armait et centralisait les forces Xiongnu, les Qin tombent soudainement dans le désarroi après la mort de leur premier empereur en 210 av. J.C, laissant à Modu l'opportunité d'étendre le territoire de son empire jusqu'à être l'un des plus grands empires de son temps. Il règne jusqu'à sa mort en 174 av. J.-C. Son fils Laoshang (en) lui succède.
Commandant militaire sous le règne de son père, Touman, il devient le roi des Xiongnu (centrée sur la Mongolie moderne) et établit un puissant empire en réussissant à unifier les populations des steppes au nord de la Chine. Il oppose donc une menace imminente à la dynastie Qin de Chine. Son empire est l'un des plus grands de son époque.
Selon des sources chinoises, à la mort de Touman, son père, Modu Chanyu, réunit les aristocrates en conseil, et menace de leur faire couper la tête s’ils ne l’élisent pas. Pendant son règne, le pouvoir de l’aristocratie de la steppe deviendra également héréditaire. L’esclavage apparaît (prisonniers de guerre ou sujets Xiongnu coupable de délits) sans jouer un rôle économique important.
Modu soumet les Kirghizes vers 209 av. J.-C. et les Yuezhi vers 208-207 av. J.-C.. Il détruit l’empire des Donghu (Toung-hou), au nord-est de la Mongolie. Une partie des Donghu rescapés se réfugie au Nord-Est de la Chine. Les chroniques chinoises rapportent qu’ils reçoivent leur nouveau nom (Xianbei) du mont Sien-pei où ils se sont installés. Une autre partie installée plus au sud prend le nom de Wuhuan.